# Ziasso (Côte d'Ivoire)
Pour les articles homonymes, voir Ziasso.
 (septembre 2018).
Si vous disposez d'ouvrages ou d'articles de référence ou si vous connaissez des sites web de qualité traitant du thème abordé ici, merci de compléter l'article en donnant les références utiles à sa vérifiabilité et en les liant à la section « Notes et références ».
Ziasso est une localité du nord de la Cote d'Ivoire située dans la région de la Bagoué dont le chef lieu de région est la ville de Boundiali, dans le département de Kouto, et dans la sous-préfecture de Gbon.

## Géographie
Situé dans le Niéné Centre dont le chef lieu est Gbon, Ziasso est considéré comme le centre du Niéne Centre de par sa position géographique dans cette contrée.
Ziasso est un village cerné par sept villages. Au sud, on trouve le village de Tounvré qui est situé à 12 km, au nord se trouve le village de Ninioro situé à 6 km, à l'est se trouve à 5 km le village de Tindara, à l'ouest on a le village de N'déou situé à 7 km, au sud-ouest se trouve Nimbrini à 7 km, au sud-est on y trouve à 8 km le village de Nimbiasso et enfin le village de Dendrasso situé à 7 km au nord-ouest.

## Économie
L'agriculture se classe au premier rang des activités économiques du village avec près de 90% de la population comme agriculteurs. La production agricole se catégorise en tranches. La première est celle des cultures industrielles : la noix de cajou et le coton. Et de l'autre, il s'agit de cultures vivrières telles l'arachide, le maïs, le mil, le riz et bien d'autres. En plus de l'agriculture, se classe au second plan l'élevage (bétails et volailles) ; et enfin la pêche qui est pratiquée par certains autochtones. Le commerce est un peu développé jusque-là.
La poterie qui est une activité traditionnelle depuis très longtemps est en train de devenir de nos jours une activité rémunératrice pour les femmes Nounou de Ziasso.  

## Peuplement
La population de Ziasso est estimée aujourd'hui à près de 3 000 habitants.
Le village de Ziasso est composé de quatre grands quartiers, entre autres le Nigagobinpian (qui détient la chefferie), le Noumousso (qui regroupe les noumous: hommes qui travaillent dans la forge), le Tombouambinpian et le Klébinpian (propriétaires terriens). Aussi, on y distingue les ethnies comme les Sénoufo (qui sont les majoritaires, les fondateurs du village, et cultivateurs), les Noumous (le groupe qui suit les Sénoufo en nombre et qui ont pour spécialité la poterie pour les femmes et la forge pour les hommes — dans le passé) et enfin les Peuls.
Les patronymes que l’on trouve à Ziasso sont : Koné, Konaté, Bamba, Coulibaly, Ouattara, Traoré, , Sangaré, Diabaté, Dao, Diallo etc.

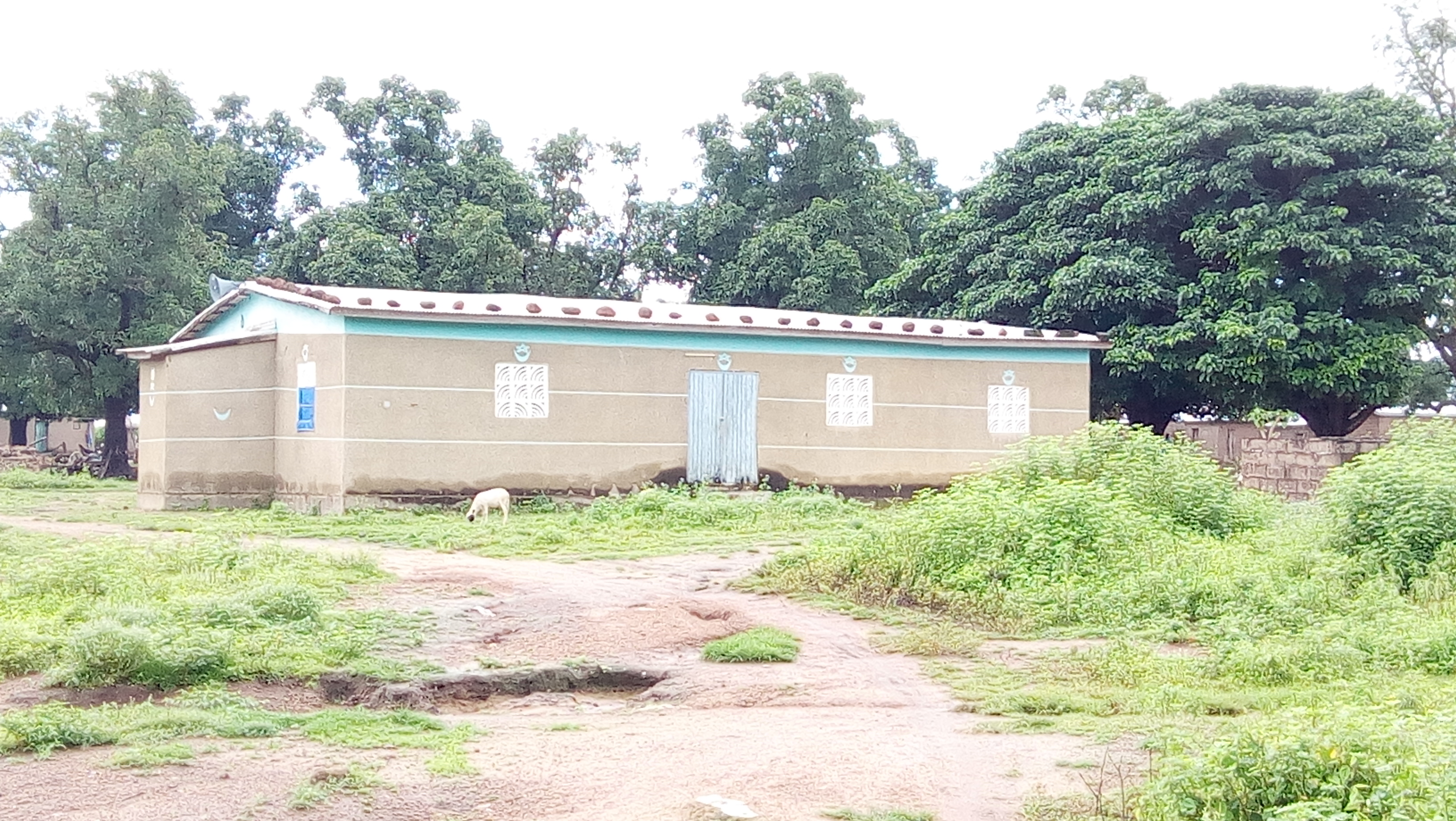
Mosquée principale du village de Ziasso.